# St. Mariä Himmelfahrt (Dyckburg)

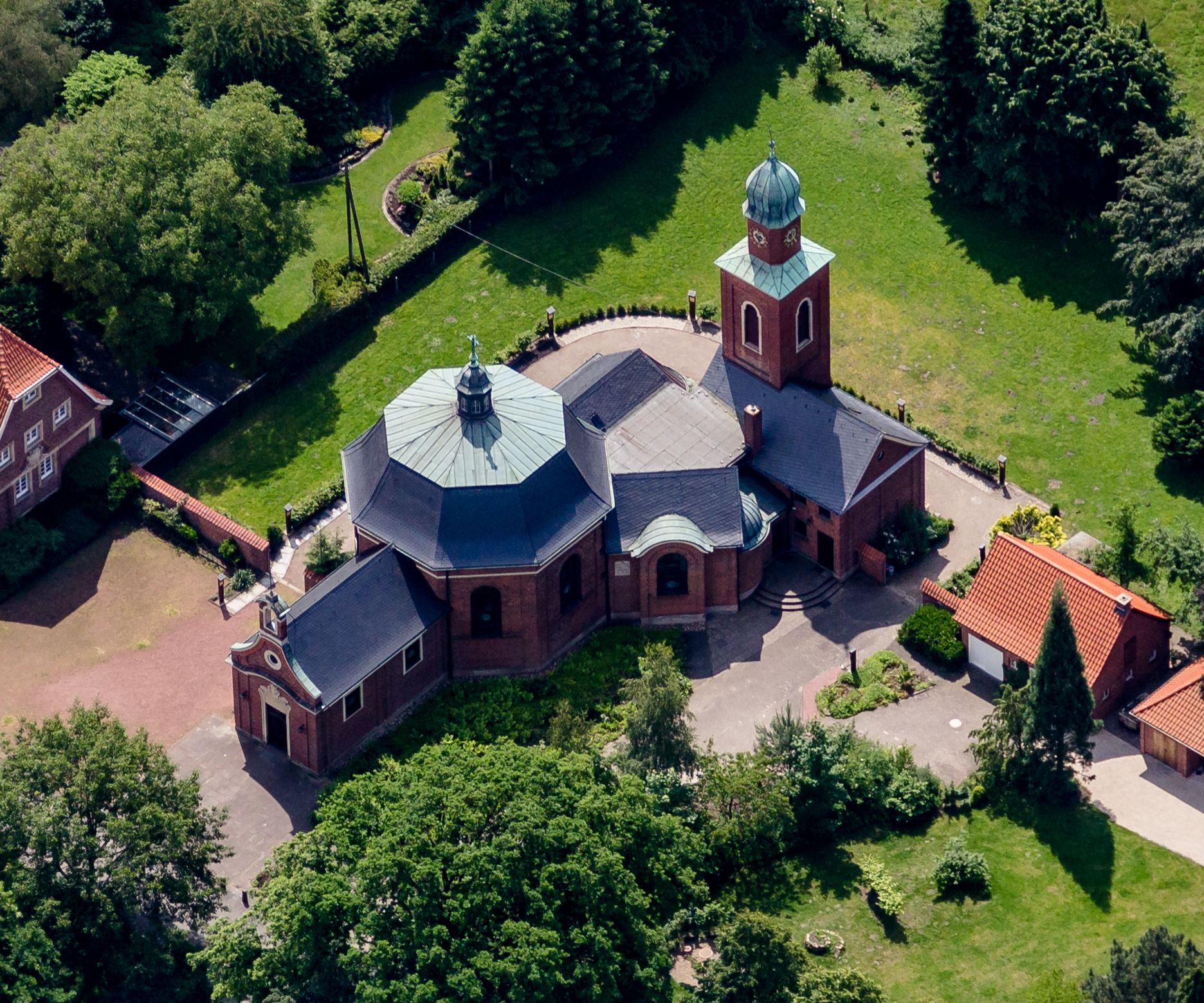
Luftbild (2014)

St. Mariä Himmelfahrt (auch: Dyckburg-Kirche) ist eine katholische Kirche in Münster, im Stadtteil Dyckburg. 

## Geschichte

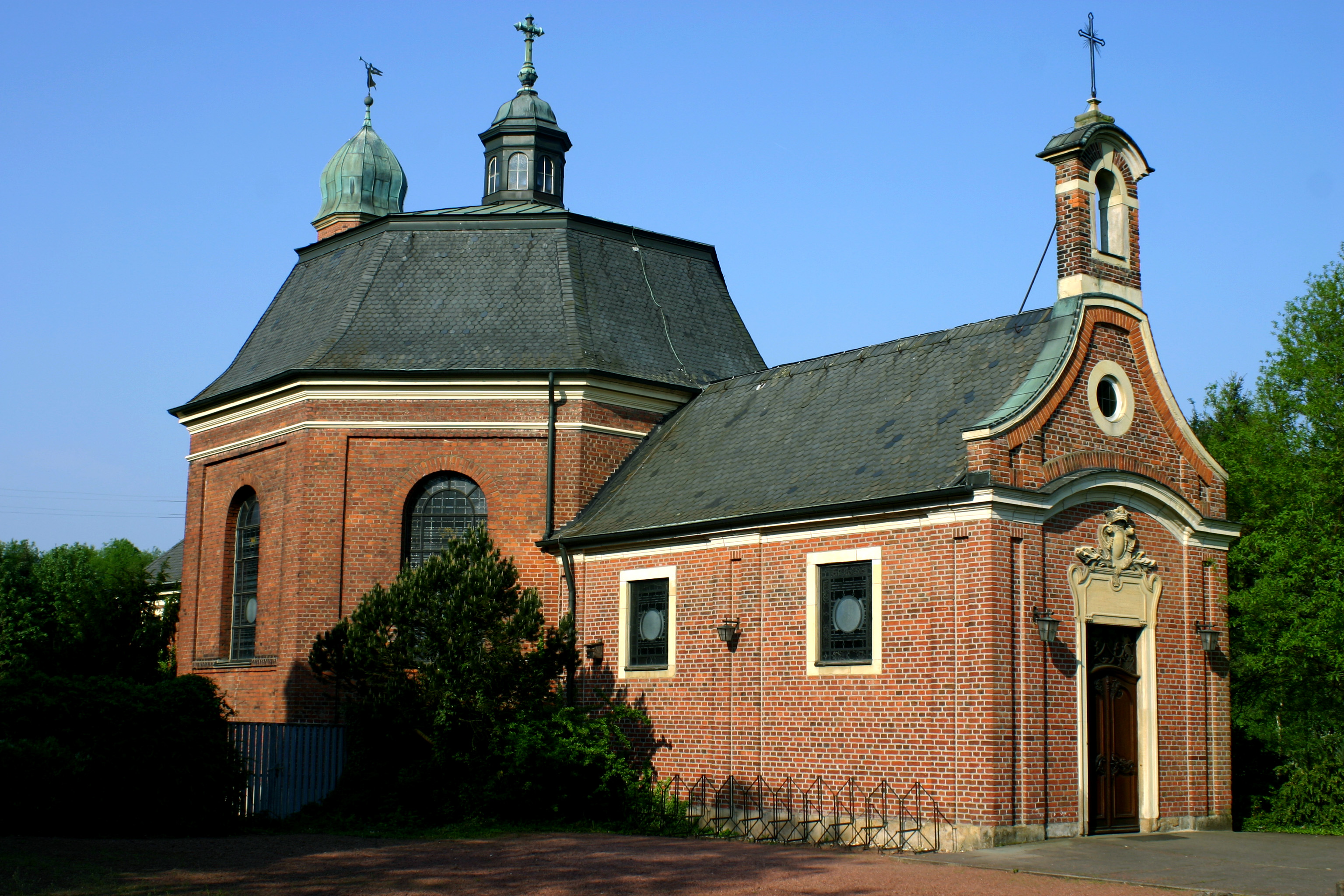
Vorderer Bereich: Loreto-Kapelle

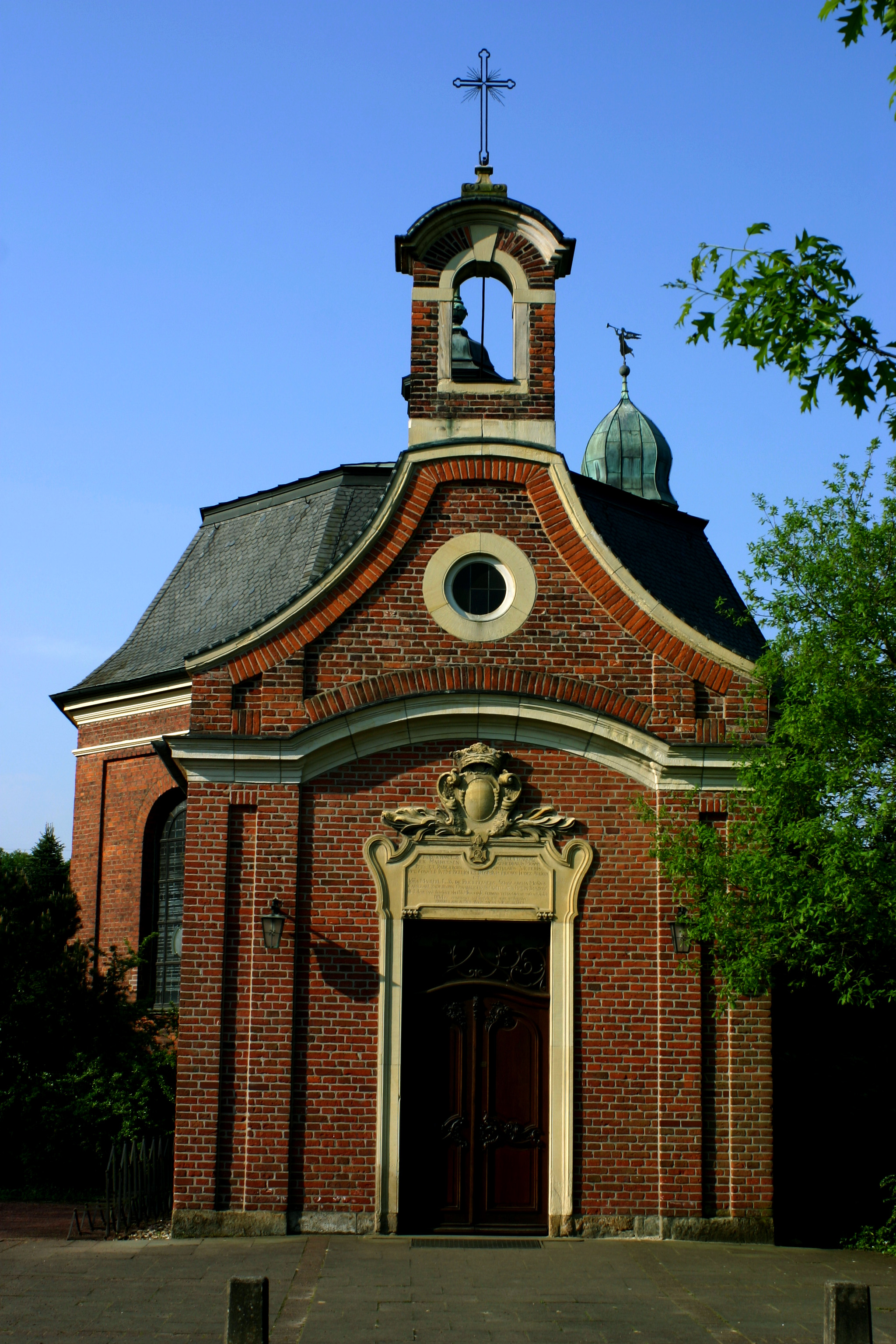
Blick auf das Portal

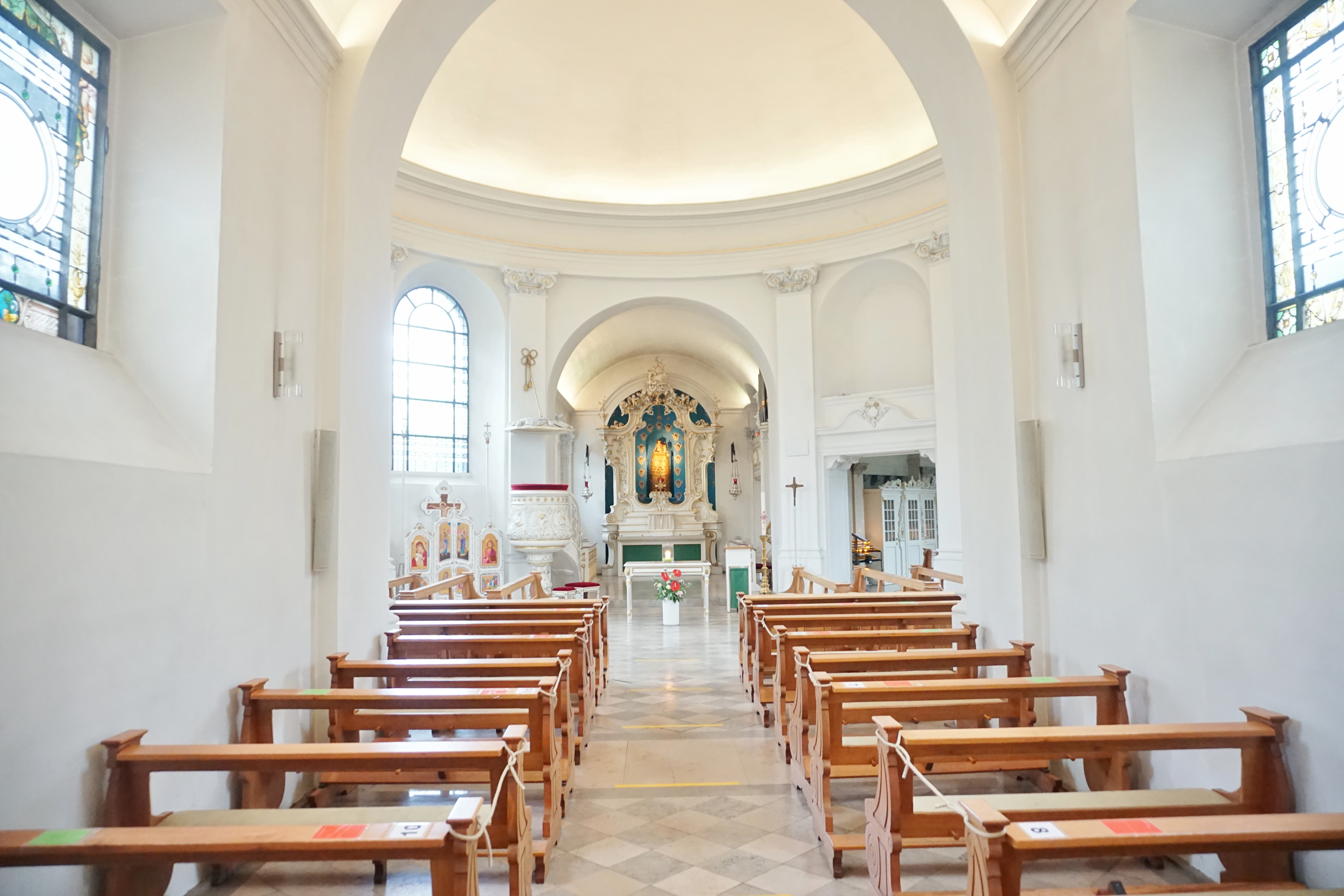
Innenansicht

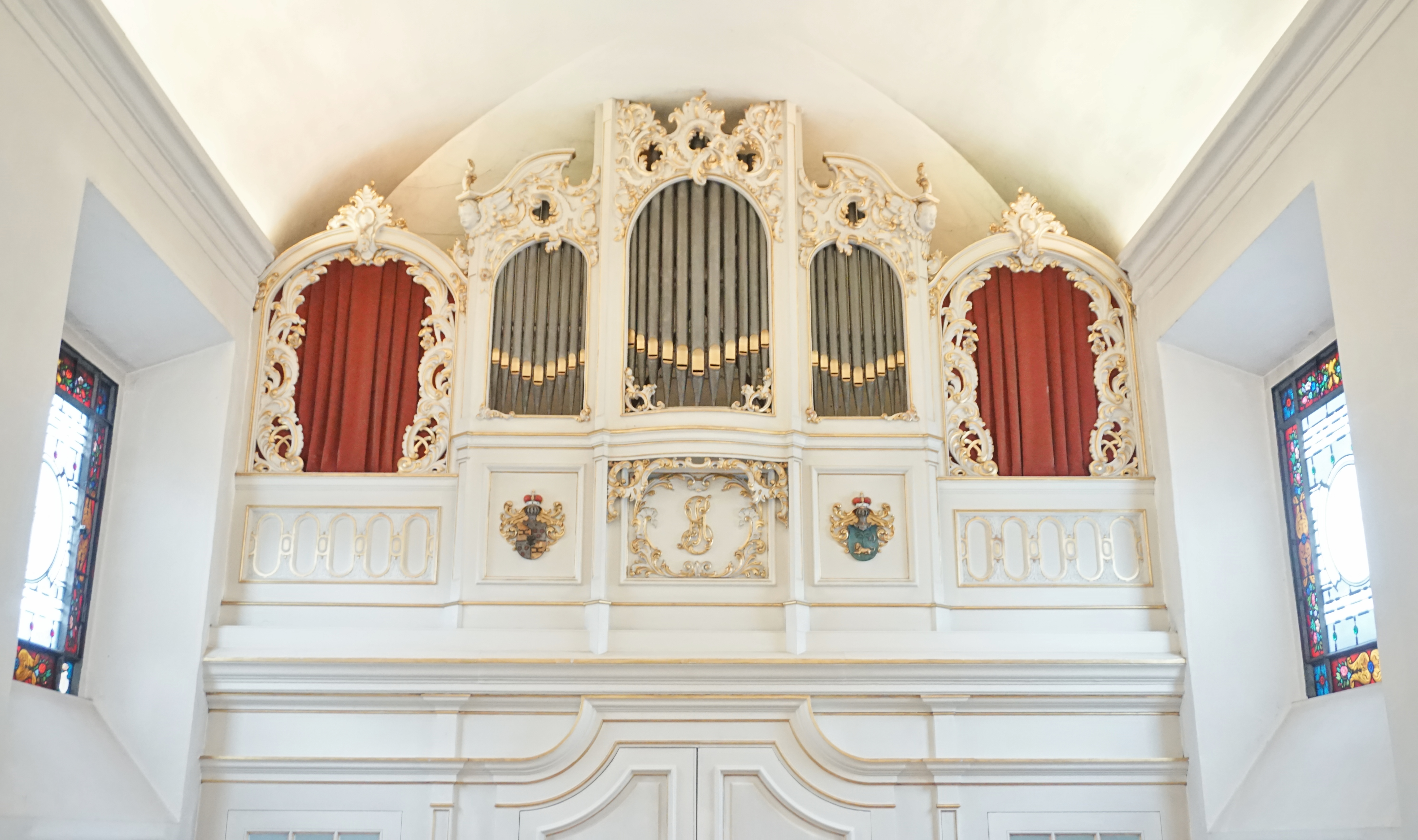
Orgel

Die Kirche wurde auf dem Gelände einer ehemaligen Burg erbaut, von der heute nur noch Fragmente vorhanden sind. Die Burg diente dem Bischof von Münster zu militärischen Zwecken. Dort war das Hauptquartier von Bischof Franz von Waldeck, der 1534 und 1535 die von den Täufern beherrschte Stadt Münster belagern ließ; dort sammelten sich die Truppen, die unter dem Befehl von Graf Wirich von Dhaun schließlich die Mauern von Münster erstürmten.
Zu Beginn des 18. Jahrhunderts beauftragte Dompropst Ferdinand von Plettenberg den Barockbaumeister Johann Conrad Schlaun, auf dem ehemaligen Burggelände einen Herrensitz zu bauen. Neben zwei Wirtschaftsgebäuden wurde auch eine kleine Kapelle gebaut, die 1740 eingeweiht wurde. Vorbild war ein Kapellengebäude in dem Marien-Wallfahrtsort Loreto in Italien. Entsprechend heißt der Eingangsbereich der heutigen Kirche nach wie vor Loreto-Kapelle. 
Ende des 19. Jahrhunderts wurde das Gesamtgelände an einen Adeligen verkauft, der den Architekten Rincklake aus Münster beauftragte, die Kapelle durch einen Rundbau als Kirchenraum und einen neobarocken Chorbereich zu erweitern. 
Von 1949 bis 2008 war die Dyckburgkirche die Pfarrkirche der kleinen Dyckburg-Gemeinde. Seit 2010 gehört die Kirche zur Pfarrgemeinde Sankt Petronilla in Münster-Handorf.
Im Juni 2025 wurde bekannt, dass die Dyckburgkirche zum 1. Dezember 2025 an die rumänisch-orthodoxe Metropolie verkauft werden soll.

## Orgel
Die Orgel wurde 1966 von dem Orgelbauer Alexander Schmieding mit Unterstützung der Orgelbaufirma Firma Kreienbrink (Osnabrück) erbaut. In dem Instrument wurde vorhandenes Pfeifenmaterial wiederverwendet. 1979 wurde das Fernwerk hinzugefügt, welches sich über dem Haupteingang befindet. Das Kegelladen-Instrument hat 22 Register auf drei Manualen und Pedal. Die Trakturen sind elektropneumatisch.
| I Hauptwerk C–g3 |            |    |
| 1.               | Prinzipal  | 8′ |
| 2.               | Hohlflöte  | 8′ |
| 3.               | Oktav      | 4′ |
| 4.               | Nachthorn  | 2′ |
| 5.               | Mixtur III |    |
| 6.               | Trompete   | 8′ |
|                  | Tremulant  |    |

| II Nebenwerk C–g3 |                |       |
| 7.                | Gedackt        | 8′    |
| 8.                | Gemshorn       | 4′    |
| 9.                | Schwiegel      | 2′    |
| 10.               | Quinte         | 1 ⁄3′ |
| 11.               | Hellcymbel III |       |
|                   | Tremulant      |       |

| III Fernwerk C–g3 |                 |    |
| 12.               | Gedacktflöte    | 8′ |
| 13.               | Echoprinzipal   | 4′ |
| 14.               | Rohrflöte       | 4′ |
| 15.               | Oktävlein       | 2′ |
| 16.               | Sesquialtera II |    |
| 17.               | Scharff III     |    |
|                   | Tremulant       |    |

| Pedal (Fernwerk) C–f1 |            |     |
| 18.                   | Bourdonbaß | 16′ |

| Pedal C–f1 |           |     |
| 19.        | Subbaß    | 16′ |
| 20.        | Offenbaß  | 8′  |
| 21.        | Hohlflöte | 4′  |
| 22.        | Fagott    | 16′ |

- Koppeln: II/I, III/I, III/II, I/P, II/P, III/P

Im Rahmen einer umfassenden Kirchenrenovierung wurde die Pfeifenorgel Ende 2011 entfernt und durch ein elektronisches Instrument der Firma Ahlborn (Modell PRAELUDIUM III) ersetzt. Die Wiederbeschaffung eines Pfeifeninstruments wird angestrebt.